# 胃壁破裂
胃壁破裂（いへきはれつ）は、乳児のへその隣にあいた穴から腸が腹部の外側に出る先天性欠損症である。穴の大きさは可変であり、腸だけではなく胃や肝臓を含む他の臓器が腹部の外側に出る場合もある。合併症には、摂食問題、未熟児、腸閉鎖、子宮内発育遅延などがあげられる。
一般的に原因は不明である。喫煙率が高い、飲酒率が高い、または20歳未満の母親から生まれた新生児ほど発症の割合が高い。妊娠中の超音波検査により診断することができる。それ以外の場合は、出産時に診断される。オンファロセレ（omphalocele）とは異なり、胃壁破裂には腸を覆う膜がない。
治療には手術が行われる。通常、出産直後に行われる。大きな欠損がある場合は、露出した臓器を特殊な材料で覆い、ゆっくりと腹部に戻す。胃壁破裂は10,000人の新生児につき約4人にみられる。その割合は増加傾向である。 